# Dragan Jovanović
Dragan Jovanović (ur. 29 września 1903 w Belgradzie, zm. 2 czerwca 1936 tamże) – serbski piłkarz. Grał na pozycji napastnika.
Jovanović grał na prawym skrzydle i wyróżnił się jako jeden z najlepszych napastników w Jugosławii w okresie międzywojennym. Cała jego kariera upłynęła w klubie SK Jugoslavija Belgrad. Zagrał w tym klubie w 252 oficjalnych meczach, strzelił 331 bramek, stając się najlepszym strzelcem w historii SK Jugoslavija Belgrad. Wchodził w skład drużyny, która wygrała w 1924 i 1925 roku w mistrzostwach jugosłowiańskiej pierwszej ligi. Jovanović w latach 1923, 1924 i 1925 był królem strzelców jugosłowiańskiej 1. ligi.
W latach 1923–1928 Jovanović grał w reprezentacji Jugosławii. Zadebiutował na 28 października 1923 przeciwko Czechosłowacji w Pradze i strzelił 2 bramki w meczu, który ostatecznie zakończył się remisem 4:4. W sumie wystąpił w ośmiu meczach reprezentacji, a jego ostatni występ miał miejsce 7 października 1928 roku, także przeciwko Czechosłowacji, kiedy Jugosławia przegrała 1:7. Był rezerwowym zawodnikiem na igrzyskach olimpijskich w Paryżu.
Zakończył karierę piłkarską w wieku 26 lat i został sekretarzem klubu SK Jugoslavija i przewodniczący jego sekcji piłki nożnej. W 1936 roku zginął w wypadku samochodowym ulicy Nemanjina w Belgradzie.